# Orisinal: Morning Sunshine
Orisinal: Morning Sunshine est un site web de jeux vidéo en ligne gratuits, créé en 2000 et développé par le californien Ferry Halim. 
Ce site a remporté le World Summit Award en 2003, dans la catégorie e-entertainment, et le Webby Awards en 2003 dans la catégorie Jeux ainsi qu'une mention du site jayisgames.com dans son Best of 2004 Special Awards. Depuis novembre 2010, Ferry Halim a sélectionné certains de ses jeux pour une adaptation pour iOS.

## Contenu
Les jeux de Ferry Halim sont de petits jeux courts et poétiques, dont l'ambiance sonore est composée de musiques à vocation relaxante (notamment composé par Steven Cravis ou Kimagure Orange Road). La majorité des jeux sont centrés sur des animaux entourés de décors naturels avec quelques jeux de batailles et d'adresse. Le site comprend aussi une boutique en ligne, un livre d'or et un système d'envoi de messages "fleurs" sur une messagerie. Le site de jeux n'est disponible qu'en anglais.

## Exemples de jeux
- Winterbells : le principe de ce jeu est de faire monter un lapin dans le ciel nocturne d'hiver en sautant sur des cloches qui rapetissent au fur et à mesure qu'on monte haut, chaque cloche touchée faisant gagner des points.
- The Way Home : un écureuil est perdu dans une ville. Le but : le faire atteindre la forêt en le faisant sauter sur les fenêtres, les toits et les cheminées des bâtiments, tout en collectant pommes et gâteaux qui vaudront des points.
- Apple Season : l'objectif de ce jeu est tout simple : on dirige un panier avec la souris. Cent pommes tombent du ciel à un moment aléatoire ; il faut en rattraper le plus possible.
- Carrot Track : on incarne un lapin qui doit manger le plus de carottes possible sur son chemin tout en évitant les chiens qui veulent l'attraper de chaque côté.
- Sunny Day Sky : un petit ours s'accroche à son parapluie comme Mary Poppins et s'envole en survolant une route. Il ne doit jamais tomber sur la route directement, seulement sur des voitures ou cars, sinon c'est perdu.
- The Runaway Train : un homme seul est debout sur un train emballé. Le but du jeu est, grâce à la souris, de faire sauter l'homme de wagon en wagon jusqu'à la locomotive pour arrêter le train avant l'accident, tout en évitant les panneaux qui peuvent le faire tomber.
- The Crossing : dans la forêt, un ravin. Pour permettre aux faons de traverser, il faut manier une passerelle mobile afin qu'ils sautent dessus. Si trop de faons tombent dans le vide, on perd la partie.

## Récompenses
- Webby Award 2003, catégorie jeu[1]
- World Summit Award 2003, catégorie e-entertainment[2]